# Baal II
Baal II fut roi de Tyr de 573 à 563 av. J.-C. 
Après la défaite du royaume de Juda, en 583 av. J.-C., Tyr est assiégée pendant 13 ans par Nabuchodonosor II sous le règne d'Ithobaal III. Le règne de Baal II dure pendant 10 ans avant qu'il ne soit remplacé par des Suffètes.